# Намаккал
Намаккал (англ. Namakkal) — город в индийском штате Тамилнад, в регионе Конгунад. Административный центр округа Намаккал. Расположен в 360 км к юго-западу от Ченная, в 250 км к югу от Бангалора, в 150 км к востоку от Коимбатура и в 84 км к северо-западу от Тируччираппалли. Средняя высота над уровнем моря — 217 метров. По данным всеиндийской переписи 2001 года, в городе проживало 53 040 человек.